# Bail environnemental
En France le bail rural à clauses environnementales ou plus simplement dit « Bail environnemental » est une nouvelle forme de bail prévu par la loi d'orientation agricole et créé par décret du 8 mars 2007 no 2007-326, qui vise à imposer des pratiques plus respectueuses de l'environnement sur les parcelles qu'il désigne.  
Par cette forme particulière du bail un propriétaire d'une terre (bailleur) loue a un agriculteur (preneur) en imposant certaines conditions de respect de l'environnement, généralement sur la base d'un plan de gestion. 
Ce bail permet au propriétaire bailleur de préciser et contractualiser avec des exploitants les conditions environnementales de l'exploitation du sol et d'autres ressources environnementales afin de les préserver et d'en permettre une exploitation durable. 
« Il vient concrétiser les différentes politiques de soutien et de prise en compte des pratiques agro-écologiques. » et s'inscrit dans la tendance qui vise à financer à l'exploitant certains surcoûts et manques à gagner (sur le court ou moyen terme) souvent induits par l'engagement à adopter ou retrouver des pratiques plus respectueuses de l'eau, de l'air, des sols, des écosystèmes et des services écosystémiques fournis par la nature et certains agroécosystèmes. Il permet d'inscrire dans la gestion d'un site une liste limitative de pratiques culturales susceptibles de protéger l'environnement et le cas échéant des éléments de trame verte et bleue. 

Le bénéfice environnemental est supposé durable, car le non-respect par le (re)preneur des clauses environnementales inscrites dans le bail peut conduire à sa résiliation. Il devrait ainsi pouvoir encourager les partenariats public-privés entre collectivités publiques et agriculteurs pour la protection de milieux, d'espèces et de ressources naturelles.

Cependant les « clauses environnementales » restent limitées, et ne peuvent être introduites que lors de la conclusion d'un bail, ou lors de son renouvellement et uniquement sur des zones déjà concernées par une règlementation environnementale.

## Histoire
Le droit français du fermage, tel que codifié en 1946 n'avait pas prévu qu'un propriétaire puisse préciser d'éventuelles clauses visant directement la protection de l'eau, de l'air, des sols ou de la faune, de la flore. Il précisait simplement, comme le veut la jurisprudence ancienne et le droit coutumier que le fermier ait à entretenir le bien loué « en bon père de famille » ce qui suppose qu'il ne dégrade pas le bien lors de son utilisation. 
La notion de « bon père de famille » est floue et pouvait être interprétée de diverses manières ; ainsi dans les années d'après guerre et jusqu'aux années 1970-1980, la destruction de zones humides par le drainage ou le comblement de mares, l'arrachage de haies, l'élevage hors-sol, l'utilisation généralisée d'engrais chimiques et/ou de pesticides ont pu être considéré - de bonne foi à l'époque - comme relevant d'une gestion en bon père de famille, avant qu'on ne découvre ou démontre les effets globalement néfastes de ces pratiques en termes d'écologie et de santé environnementale.
Face au constat d'une dégradation généralisée de l'environnement et de la biodiversité, et en particulier d'une dégradation des ressources en eau, les législateurs européen et français ont peu à peu cherché à intégrer les enjeux environnementaux dans les pratiques agricoles et les outils financiers de soutien à l'agriculture, pour notamment faire en sorte que le capital environnemental puisse être mieux pris en compte dans les outils fonciers et les baux. Ainsi en 1992, l'Europe rend obligatoire les mesures agro-environnementales (MAE), mais elles se montrent difficiles à mettre en œuvre.
Dans un contexte de déséquilibre écologique, de diffusion d'espèces invasives et d'absence ou régression des grands prédateurs et grands herbivore, la protection de l'environnement implique souvent une gestion restauratoire et conservatoire, qui nécessite des protocoles spécifiques, propres aux types d'habitats et espèces que les plans de gestion souhaitent protéger.
Cette nouvelle forme de Bail résulte ainsi de la loi d'orientation agricole du 20 janvier 2006, mais aussi indirectement de la Loi d'orientation agricole de 1999, laquelle stipulait déjà que « la politique agricole » devait « prendre en compte la préservation des ressources naturelles, la biodiversité et l'entretien des paysages ; Art 1 : « La politique agricole prend en compte les fonctions économique, environnementale et sociale de l’agriculture et participe à l’aménagement du territoire, en vue d’un développement durable. Elle a pour objectifs, en liaison avec la politique agricole commune et la préférence communautaire [...], la préservation des ressources naturelles et de la biodiversité et l’entretien des paysages, l’équilibre économique des exploitations ne devant pas être mis en péril par les obligations qui en découlent, notamment en matière de préservation de la faune sauvage, sans qu’il en résulte des charges supplémentaires pour l’État ». ». 

Cette loi prend en compte l'importance du foncier en ajoutant un 8e motif de préemption pour les SAFER (la préservation de l’environnement) tout en instituant un Contrat territorial d'exploitation (CTE) pour encourager l'agriculture durable, mais ce contrat était entièrement dépendant du volontariat de l'exploitant et souvent peu précis sur les engagements à prendre en faveur de l'environnement. 
En 2003, un décret  remplace le CTE par le Contrat d'agriculture durable (CAD) qui comprend un volet environnemental obligatoire.
En 2007, le bail nouveau est effectivement rendu possible par un décret.
La loi n°2014-1170 du 13 octobre 2014 d'avenir pour l'agriculture, l'agroalimentaire et la forêt et sur son décret d'application ont assoupli les règles du BRE.

## Utilisation du bail rural à clauses environnementales
Cette forme de bail est particulièrement utilisée par les propriétaires chargés de restaurer, protéger ou gérer l'environnement (dont dans le cadre de mesures compensatoires ou conservatoires), et notamment par :
- le Conservatoire de l’espace littoral et des rivages lacustres (CELRL) qui l'utilisent pour la protection d'espèces et de paysages patrimoniaux
- les Conseils généraux et leurs organismes gestionnaires responsables des espaces naturels sensibles, et d'autres collectivités territoriales propriétaires d'espaces remarquables, patrimoniaux ou à restaurer (friches industrielles réhabilitées, etc.),
- les Conservatoires des espaces naturels (CEN),
- les Agences de l'eau,
- Eau de Paris,
- des agriculteurs, des ONG ou fondations spécialisées (ex Fondation Terre de Liens qui l'apprécie pour ses capacités de soutien à l'agriculture biologique ou « l’installation d’agricultures alternatives à l’agriculture conventionnelle ».

## Conditions de signature, durée et validité
Ce bail peut venir en appui du document de gestion de l'espace agricole et forestier et de nombreux dispositifs de protection et gestion restauratoire de l'environnement, dans certaines zones géographiques précisées par le décret, pour des bailleurs publics, ou des associations agréées pour la protection de l'environnement, et pour des bailleurs privés (si leurs parcelles sont situées dans des espaces naturels particuliers et les clauses conformes au document de gestion officiel en vigueur dans ces zones).
Sa durée est classiquement de 9 ans, mais peut aussi être intégré dans un bail rural à long terme ou un bail rural cessible.

## Où le BRE peut-il être utilisé?
Les parcelles pouvant bénéficier des clauses environnementales doivent être situées en zones dites "à protéger" :
- zone Natura 2000,
- terrains bordés d’un cours d'eau ou objet d’un captage d'eau potable[7],
- terrains situés dans les parcs nationaux ou réserves naturelles[7],
- terrains classés au titre des sites, perspectives et paysages[7],
- zones de prévention du patrimoine biologique[7],
- zones de prévention des risques naturels prévisibles ou d’érosion des sols agricoles[7].

## Qui peut utiliser le BRE?
les bailleurs habilités à insérer une clause environnementale dans les baux qu’ils concluent sont selon le Code rural  :
- Des personnes morales de droit public[7],
- Des associations agréées pour la protection de l’environnement[7],
- Des personnes morales agréées "entreprise solidaire"[7],
- Des fondations reconnues d’utilité publique[7],
- Des fonds de dotation[7].
- des bailleurs privés (à certaines conditions / voir ci-dessous)

### Cas du bailleur privé
Un  bailleur privé ne peut imposer des pratiques culturales que dans les espaces protégés par l'article 76 de la loi du 5 janvier 2007 codifié à l'article L. 411-27 du code rural, c'est-à-dire ;
- dans des secteurs où l'autorité administrative peut réglementer les usages de l'eau sur la base de prescriptions nationales ou particulières (art. L. 211-12 code de l'environnement),
- dans des zones de servitudes d'utilité publique sur des terrains riverains d'un cours d'eau ou de la dérivation d'un cours d'eau, ou situés dans leur bassin versant, ou dans une zone estuarienne (art. L. 211-12 code env.),
- dans des terrains du Conservatoire du littoral qui avait déjà la liberté d'imposer de produire des conventions de gestion particulières (parfois précaires) de par l'article L. 322-9 du code de l'environnement (Ce bail rural environnemental assure maintenant une double garantie de stabilité ; au bailleur d'une part, et à l'exploitant d'autre part, tant qu'il respecte les pratiques culturales liées aux objectifs de sauvegarde des sites littoraux ainsi gérés et protégés).
- dans les parcs nationaux (art. L. 331-1),
- dans les réserves naturelles (art. L. 332-1) et les périmètres de protection autour des réserves naturelles (art. L. 332-16),
- dans les sites classés « monuments naturels » (art. L 341-4 à L. 341-6), 
- dans les zones d'APPB (Arrêté préfectoral de protection de biotope) (art. 411-2),
- dans les sites Natura 2000 (art. L. 414-1),
- dans les zones couvertes par un plan de prévention des risques naturels prévisibles (art. L. 562-1),
- dans les périmètre de captage (immédiat, rapproché et éloigné) - (art. L. 1321-2 du code de la santé publique),
- dans les zones soumises à érosion (art. L. 114-1 du code rural).
- dans les zones retenues pour constituer la Trame verte et bleue, outil français de préservation et de restauration des continuités écologiques (art. L. 371-1 à 3 du code de l'environnement), institué par la loi de modernisation de l'agriculture de juillet 2010. Le schéma régional de cohérence écologique contiendrait le document de gestion prévu.
Les clauses environnementales retenues par le bailleur privé doivent être conformes au « document de gestion » officiel de chaque zone considérée, c'est-à-dire conforme à, ce qui signifie qu'en l'absence de vrai plan de gestion, les prescriptions ou interdictions (par exemple pour une protection d'un captage, un APB (arrêté préfectoral, de biotope) ou un arrêté de réserve naturelle ; ce qui est logique puisqu'il s'agit d'obligations légales antérieures. Dans ces derniers cas, l'insertion de clauses environnementales dans les baux n'est donc pas nécessaire.
Le bail ne doit rien imposer de plus que ce qu'imposent les documents officiels de gestion.

## Obligations pour le bailleur
Dans tous les cas, le prix des baux incluant des clauses environnementales ne peut qu'être égal ou supérieur au minima fixé par l'arrêté préfectoral en vigueur.

## Remarques
Ce bail peut -sur les zones où il est possible (zone faisant déjà l'objet d'un document de protection ou d'un  « document officiel de gestion » ) -  contribuer à améliorer la gestion des sols fragiles, ou vulnérables à la pollution, par les nitrates notamment, en particulier dans les champs captants. 

Le Grenelle de l'Environnement a proposé en 2007 les concepts de trame verte de remembrement environnemental qui pourraient tous deux contribuer à restaurer les sols. La loi Grenelle II prévoit une certification environnementale volontaire pour les exploitations agricoles qui souhaitent la demander ainsi qu'un label « Haute Valeur Environnementale » réservé au niveau supérieur de certification pour notamment améliorer la lisibilité et élargir le  nombre des personnes morales pouvant proposer un bail environnemental, avec un objectif de « remise en bon état écologique », notamment pour les zones humides que les zones humides menacées que les SAFER (et les Agences de l'eau hors zone-agricole) peuvent maintenant acheter pour les protéger ;

Ce bail est un des outils qui peut être utilisé pour la cohérence des politiques localement mises en place avec les agriculteurs et propriétaires. 

les bailleurs publics (collectivités territoriales..) peuvent avec ce dispositif remplacer d'anciens dispositifs d'aides, mais en sécurisant les baux.

Rappel : l'article L. 416-3 du code rural précise pour les baux ruraux d'au-moins vingt-cinq ans qu'« en l'absence de clause de tacite reconduction, le bail prend fin au terme stipulé sans que le bailleur soit tenu de délivrer congé.», mais « le locataire peut toujours négocier l'insertion d'une clause de tacite reconduction » a précisé le ministre de l'agriculture en novembre 2006.
Une autre limite provient du refus de la part des organisations agricoles majoritaires de voir ce type de bail mis  en œuvre, comme elle l'ont encore montré lors des débats préalables au vote de la loi de modernisation agricole.

## Intérêt et limites
L'intérêt est celui d'un outil permettant une garantie à long terme de respect d'un minimum de pratiques compatibles avec la protection de l'environnement, mais après négociation avec les organisations agricoles, mais il a été retenu que les clauses du bail devraient être conformes aux documents de gestion officiels en vigueur dans ces zones ; le bail ne peut imposer plus que ces derniers et il ne peut être institué que dans des zones déjà protégées.

Le décret paru au JO du 10 mars 2007 fixe les conditions d'application de ces nouvelles dispositions, dont une liste limitative des pratiques culturales susceptibles d'être imposées par ce bail ; 
1. non-retournement de prairies ;
2. création, maintien et modalités de gestion de surfaces enherbées (dont bandes enherbées) ; ex : pâturage extensif, etc ;
3. modes de récolte ;
4. ouverture de zones embroussaillés, maintien de l'ouverture d'un milieu menacé d'embroussaillement ;
5. mise en défens (clôtures, interdiction de pénétrer) de parcelles ou de parties de parcelle ;
6. limitation ou interdiction d'apports externes en fertilisants ;
7. limitation ou interdiction d'usage de pesticides ;
8. couverture végétale du sol périodique ou permanente, pour cultures annuelles ou pérennes ;
9. implantation, maintien et modalités d'entretien de couverts spécifiques à vocation environnementale ;
10. interdiction d'irrigation, drainage et toutes formes d'assainissement ;
11. modalités de submersion des parcelles et de gestion des niveaux d'eau ;
12. diversification des assolements ;
13. création, maintien et modalités d'entretien d'éléments écopaysagers (haies, talus, bosquets, arbres isolés, mares, fossés, terrasses, murets ;
14. techniques de travail du sol (pédologie) (ex : agriculture sans labour) ;
15. culture respectant le cahier des charges de l'agriculture biologique.

Les bailleurs publics et les associations agréées de protection de l'environnement peuvent choisir des pratiques dans la liste du nouvel article R. 411-9-11-1 du code rural si elles correspondent à des préoccupations environnementales localement pertinentes pour la parcelle louée.
Le conservatoire du littoral ni les espaces domaniaux (forêts gérées par l'ONF...) ne peuvent utiliser ce type de bail, hormis pour quelques terrains non classés dans son domaine propre, sans intérêt majeur mais acquis par le conservatoire dans un lot plus important (il peut alors éventuellement les revendre ou échanger, les autres devenant inaliénables). Les mêmes clauses environnementales et d'autres peuvent cependant être incluses dans une convention d'occupation temporaire, personnelle, à durée déterminée, avec possibilité de transmission aux ayants droit, aec respect des cahiers des charges (Entre novembre 2002 et début 2011, dans le cadre des mesures de gestion, « plus de 900 conventions de ce type ont été signées avec des exploitants agricoles sur les terrains du Conservatoire »

## Évaluation après 10 ans
Suit à une demande faite respectivement par les ministères de l’Écologie et de l'Agriculture, près de 10 ans après la mise en place de ce bail, le CEREMA a publié une étude évaluant son utilisation (et leurs tendances) ainsi que ses effets (dans un contexte législatif et réglementaire (contexte qui a évolué depuis 2006, dont par exemple avec les lois Grenelle et une évolution de la PAC et du Droit européen de l'environnement).
Cette étude fait une analyse qualitative  et quantitative, sans être exhaustive est basée sur une enquête faite auprès de 57 bailleurs de nature variée (collectivités territoriales, établissements publics, réseau des CEN, parcs nationaux et régionaux, associations et fondations) et de l'étude d'un échantillon représentatifs de baux ruraux à clauses environnementales (37 % du total des BRE contractualisés en près de 10 ans).
Selon le CEREMA, le BRE est « complémentaire des autres formules locatives » et « l'ensemble des outils existants ont leur pertinence ».
Le bilan force/faiblesse des BRE se présente comme suit.
Forces (Avantages)
- Il permet une adaptation aux contextes environnemental et économique locaux ;
- Il permet de sécuriser l’agriculteur en place (en lui donnant aussi accès à une certification « Agriculture à haute valeur environnementale » );
- L’arrêté préfectoral qui fixe le montant du bail rural est un cadre de référence pour fixer le montant du BRE ;
- Il se montre utile, quand les têtes de réseaux (que sont notamment la fédération des Cen, celle des Parcs naturels régionaux, l'Assemblée permanent des chambres d’agriculture...) le diffusent.

Faiblesses (inconvénients)
- Il est inadapté à des espaces ou des espèces remarquables en déséquilibre ou équilibre dynamique, qui demandent un ajustement permanent des plans et/ou outils de gestion ;
- C'est un outil qui reste mal connu aux échelles locales ;
- la mise en œuvre des clauses environnementales est difficile à contrôler ;
- La négociation de ces clauses et leur suivi alourdissent la procédure de mise en place des BRE. Elles sont un frein au développement de ce type de contrat.

### Législation
- Loi d’orientation agricole du 5 janvier 2006
- Décret d’application du 8 mars 2007
- Loi de modernisation de l'agriculture et de la pêche 2010-874 du 27 juillet 2010 article 59 point 6

### Guides
- CEREMA (2016) Guide : 10 Questions - 10 Réponses sur le  bail rural à clauses environnementales (BRE), 16 février 2016, PDF, 13 pages
- Cerema (2013) Guide méthodologique « Stratégies foncières locales et mobilisation des outils fonciers en faveur de la biodiversité » DTerMed - Mars 2013 - 173 pp
- Ministères de l’écologie et de l’Agriculture (2013) Guide méthodologique « Protection d’aire d’alimentation de captage en eau potable contre les pollutions liées à l’utilisation de fertilisants et de pesticides », avril 2013 - 103 pp.